# Jacek Cyran
Jacek Cyran (ur. 13 lutego 1979) – polski judoka.
Były zawodnik klubów: KSJ Gwardia Koszalin (1991-1993), KS Start Częstochowa (1993-1994), GKS Czarni Bytom (1995-2002). Czterokrotny medalista mistrzostw Polski seniorów: trzykrotny srebrny w wadze do 66 kg (1998, 2001, 2002) oraz brązowy w kategorii do 65 kg (1997). Uczestnik mistrzostw świata seniorów (2001) oraz dwukrotny uczestnik mistrzostw Europy seniorów (2000 – 7 miejsce; 2001 - 5 miejsce).